# エヴァンズの遺書
「エヴァンズの遺書」（エヴァンズのいしょ）は、吸血鬼一族の物語を描いた萩尾望都のファンタジー漫画作品『ポーの一族』シリーズのうち、『別冊少女コミック』1975年1・2月号に掲載された中編作品、およびそこに登場する架空の遺書の名称である。
『ポーの一族』シリーズの第7作にあたり、前作「小鳥の巣」でいったん終了したシリーズの再開最初の作品である。
ストーリーは第5作の「メリーベルと銀のばら」の続編にあたり、同作品でバンパネラ（吸血鬼）と化したエドガーと、彼に連れられて行ってしまったメリーベルの2人の母親違いの兄オズワルド・オー・エヴァンズが、死の間際に2人のことを思い残した遺書が孫のヘンリー・エヴァンズ伯爵に託され、そのヘンリーの前にエドガーが現れたところから話は始まる。終盤にたたみかけるように高まる怪奇ムードが一転して、同シリーズでは比較的珍しく明るいラストを迎える。

## 「エヴァンズの遺書」のあらすじ
1820年1月、エドガー・ポーツネルは妹のメリーベルと養父母のポーツネル男爵夫妻と合流すべく、嵐の中、馬車を走らせていたが、崖から馬車ごと転落してしまい、村人たちが救出したときには既に息絶えていた。遺体が領主ヘンリー・エヴァンズ伯爵の館に運ばれたところ、エドガーは蘇生したが、自分の名を「エドガー」と答えた他はほとんど口も利けず記憶もない状態であった。
ヘンリーは、エドガーという名前から彼の祖父オズワルド・オー・エヴァンズの遺書を思い出し、弟のロジャーと友人のドクトル・ドドにその内容を紹介する。遺書には「エドガーおよびメリーベルと名のるものがエヴァンズ家の子孫のまえに現われた場合は、彼らの身分・国籍・年齢いっさいにかかわらず、エヴァンズ家の資産すべてを付与すべし」と記され、40年も前の1780年に書かれたもので既に効力はなかったが、ヘンリーは祖父の心に沿いエドガーに誠心誠意尽くそうとする。
数日後、ヘンリーの亡き妻の甥と姪のアーネストとリンダが、友人としてメリーベル・ポーツネル男爵令嬢を連れて訪れる。メリーベルは、エドガーが崖から落ちてエヴァンズ伯爵家で世話になっていると聞き、計画的にロンドンの2人の家の隣に越してきて親しくなり、館に招待されてきたのだった。しかし、館のメイドのエレンがエドガーの首に銀の十字架のネックレスをかけてしまったためメリーベルはエドガーに近づくことができなくなり、彼女に好意を寄せるアーネストにエドガーの十字架を取ってきて欲しいと頼む。
エドガーと2人きりになったアーネストが無理やり十字架を奪いとると、エドガーはアーネストに襲いかかり首筋にかみつく。そこへ現われたリンダの叫び声にエドガーの気がそらされた隙に、アーネストはリンダと一緒に逃げ出し館に戻る。2人からエドガーが怪物でアーネストの首にかみついてきたという話を聞かされたメリーベルは、エドガーの記憶が戻ったので彼を連れて行けると告げて皆の前から姿を消す。
その後、エドガーを捜しに行ったヘンリーとロジャーだが、ロジャーがエドガーに向けた銃に落雷し、その衝撃で2人は吹き飛ばされヘンリーは意識を失い、ロジャーも動けなくなってしまう。近寄るエドガーに死を覚悟したロジャーだが、そこへメリーベルが現れエドガーとともに去って行く。
後日、ドクトル・ドドは、オズワルドがエドガーとメリーベルにどのように関わり、なぜ2人のために遺書を残したのかその理由を調べることにし、ロジャーもこれに付き合うことにする。

## ドクトル・ドドの手記
オズワルド・オー・エヴァンズの遺書と、エドガーとメリーベルとの関わりに興味を覚えたドクトル・ドドは、エヴァンズ伯爵家の家系をオズワルドの代まで遡って調べ、オズワルドにエドガーとメリーベルという母親違いの弟妹がいたが2人は幼い頃に死んだこと、もう1人ユーシスという弟もいたがこれも若くして死んだこと、その後にメリーベルという名の13歳の養女を伯爵家に迎えているが彼女もすぐに亡くなったことなどを、1820年にヘンリー・エヴァンズ伯爵の館で起きた事件とともに手記にまとめている。

## 遺書にまつわる出来事
- 1780年 オズワルド・オー・エヴァンズ、長男クリフォード・エヴァンズに遺書を託す。
- 1810年 クリフォード・エヴァンズ、長男ヘンリー・エヴァンズにオズワルドの遺書を託す。
- 1820年 ヘンリー・エヴァンズの前にエドガー、次いでメリーベルが現れる。ドクトル・ドド、手記を残す。
- 1945年 ジョン・オービン、ロンドンのエヴァンズ図書館[3]でエヴァンズの遺書とドクトル・ドドの手記を見つける[2]。